# Glenea discofasciata
Glenea discofasciata är en skalbaggsart som beskrevs av Stefan von Breuning 1983. Glenea discofasciata ingår i släktet Glenea och familjen långhorningar. Inga underarter finns listade i Catalogue of Life.